# Vladimir Vassilievitch Nikitine
Pour les articles homonymes, voir Nikitine.
Vladimir Vassilievitch Nikitine (en russe : Влади́мир Васи́льевич Ники́тин ; né le 14 juillet 1959) est un ancien fondeur soviétique.

## Palmarès

### Jeux olympiques
| Épreuve / Édition | Sarajevo 1984 |
| 15 km             | 5e            |
| 4 × 10 km         | Argent        |

### Championnats du monde
| Épreuve / Édition | Oslo 1982 |
| 30 km             | 8e        |
| 4 × 10 km         | Or        |

### Coupe du monde
- Meilleur classement final: 8e en 1983.
- Meilleur résultat: 4e.